# Orkany
Orkany (niem. Gabersgrund) – część miasta Nowa Ruda w Polsce położona w województwie dolnośląskim, w powiecie kłodzkim.

## Położenie
Orkany to niewielkie osiedle Nowej Rudy położone w Sudetach Środkowych, południowo-wschodniej części Wzgórz Wyrębińskich, na południowym stoku Włodyki, na wysokości około 560–580 m n.p.m.

## Podział administracyjny
W latach 1975–1998 miejscowość administracyjnie należała do województwa wałbrzyskiego.

## Historia
Orkany powstały najprawdopodobniej pod koniec XIX wieku, jako kolonia Drogosławia. W okresie międzywojennym osiedle znacznie się rozwinęło, po 1945 roku podupadło i zmieniło się w rolniczy przysiółek. 